# Гай Секстий Кальвин
Гай Се́кстий Кальви́н (лат. Gaius Sextius Calvinus; умер после 122 года до н. э., Рим, Римская республика) — древнеримский военачальник и политический деятель из плебейского рода Секстиев Кальвинов, консул 124 года до н. э. Удачно воевал с местными племенами в Трансальпийской Галлии и основал там город Аквы Секстиевы (современный Экс-ан-Прованс). За свои победы был удостоен триумфа.

## Происхождение
Гай Секстий происходил из незнатного плебейского рода, в котором до него не было консулов. Благодаря Триумфальным фастам известно, что его отец и дед носили тот же преномен — Гай.

## Биография
Первые упоминания о Гае Секстии в сохранившихся источниках относятся к его консулату. Но, учитывая требования закона Виллия, предусматривавшего определённые временные промежутки между высшими магистратурами, исследователи полагают, что не позже 127 года до н. э. Кальвин должен был занимать должность претора. Консулом он стал в 124 году до н. э. вместе с ещё одним плебеем, Гаем Кассием Лонгином.
После принятия полномочий Гай Секстий получил командование в Трансальпийской Галлии, где годом ранее Марк Фульвий Флакк начал войну против племён лигуров, саллювиев и воконтиев. Кальвин оставался в этом регионе два года (сначала как консул, потом как проконсул) и вернулся в Рим только в 122 году до н. э. Во время первой кампании он взял штурмом какой-то большой и богатый город галлов; в 123 году до н. э. разбил саллювиев в сражении у геотермальных источников в 15 милях от Массилии, а годом позже основал на месте этой победы город, названный в его честь Аквы Секстиевы (Aquae Sextiae — «Секстиевы Воды», современный Экс-ан-Прованс). Разместив в поселении гарнизон, Кальвин закрыл галлам доступ к морскому побережью и укрепил защиту союзной Риму Массилии, которая получила часть земель побеждённых Римом племён.
Позже Гай Секстий передал командование действующему консулу Гнею Домицию Агенобарбу; из-за этого Евтропий, запутавшись в именах, пишет о Сексте Домиции Кальвине, одержавшем победу над арвернами, причём совместно с Гаем Кассием Лонгином (в действительности в этой битве римлянами командовал Агенобарб). Вернувшись в Рим, Кальвин был удостоен триумфа по случаю победы над всеми тремя народами — лигурами, саллувиями и воконтиями. После этого Кальвин уже не упоминается в источниках.

## Потомки
В трактатах Марка Туллия Цицерона упоминается способный оратор Гай Секстий Кальвин. Предположительно это был сын консула 124 года до н. э., достигший в своей карьере претуры